# Dorian Babunski
Dorian Babunski Hristowski (mac. Дориан Бабунски Христовски; ur. 29 sierpnia 1996 w Skopju) – północnomacedoński piłkarz występujący na pozycji napastnika w klubie Sepsi OSK. Ma również obywatelstwo hiszpańskie.

## Kariera piłkarska

### Kariera klubowa
W czasach juniorskich trenował w UDA Gramenet (2005–2006), UE Cornellà (2006–2011) i Real Madryt (2011–2015).
1 października 2015 został zawodnikiem klubu CF Fuenlabrada. Zadebiutował tam 11 października 2015 w meczu przeciwko CF Talavera (2:1). Pierwszą bramkę zdobył 25 października 2015 w meczu z CD Ebro (3:3). W Fuenlabradzie wystąpił w 13 meczach, dwa razy pokonał bramkarza i raz asystował.
Latem 2016 podpisał kontrakt z mistrzem Słowenii, Olimpiją Lublana. W klubie ze stolicy zagrał zaledwie raz – wszedł na ostatnie 2 minuty w meczu z NK Radomlje (1:4). 15 lutego 2017 przeszedł na wypożyczenie do NK Radomlje. Swój debiut zaliczył 25 lutego 2017 w meczu z NK Aluminij (0:3). W Radomlju zagrał w 5 meczach.
31 lipca 2017 przeniósł się do Machidy Zelvia. Zaledwie dzień później został wypożyczony do Kagoshimy United. W Kagoshimie na boisku pojawił się zaledwie raz, 26 sierpnia 2017 w meczu z Kataller Toyama (2:1). 31 grudnia wrócił do Machidy. W niej zadebiutował 4 marca 2018 w meczu z Omiyą Ardija (3:2). Pierwszego gola zdobył 13 dni później, w meczu przeciwko Montedio Yamagata (2:2). W Machidzie rozegrał 56 meczów (55 ligowych), strzelił 4 bramki i dwa razy asystował.
Zimą 2021 wrócił do Europy, dokładniej do bułgarskiego Botewu Wraca. Pierwszy raz w Botewie zagrał 13 lutego 2021 w meczu z Beroe Stara Zagora (1:2). Babunski zaliczył asystę w 19. minucie przy trafieniu Martina Nikołowa. Pierwszego gola strzelił 3 maja 2021 w meczu z SFK Etyr Wielkie Tyrnowo (2:0). Do bramki dołożył także asystę. Łącznie rozegrał 18 spotkań (16 ligowych), strzelił 3 bramki i asystował przy dwóch trafieniach (stan na 21 maja 2021).

### Kariera reprezentacyjna
Występował w młodzieżowych reprezentacjach Macedonii (U-17, U-19, U-21).

## Życie prywatne
Jest synem Bobana – piłkarza, a następnie trenera Wardaru Skopje. Brat Dawida, który również jest piłkarzem.

## Statystyki

### Klubowe
Stan na 21 maja 2021
| Sezon   | Klub                | Kraj      | Rozgrywki          | Mecze | Gole |
| ------- | ------------------- | --------- | ------------------ | ----- | ---- |
| 2015/16 | CF Fuenlabrada      | Hiszpania | Segunda División B | 13    | 2    |
| 2016/17 | Olimpija Lublana    | Słowenia  | 1. SNL             | 1     | 0    |
| 2016/17 | NK Radomlje         | Słowenia  | 1. SNL             | 5     | 0    |
| 2017    | Kagoshima United FC | Japonia   | J3 League          | 1     | 0    |
| 2018    | FC Machida Zelvia   | Japonia   | J2 League          | 24    | 4    |
| 2019    | FC Machida Zelvia   | Japonia   | J2 League          | 19    | 0    |
| 2020    | FC Machida Zelvia   | Japonia   | J2 League          | 12    | 0    |
| 2020/21 | Botew Wraca         | Bułgaria  | efbet Liga         | 16    | 3    |